# الهجمات على المرافق الصحية خلال الحرب الفلسطينية الإسرائيلية 2023

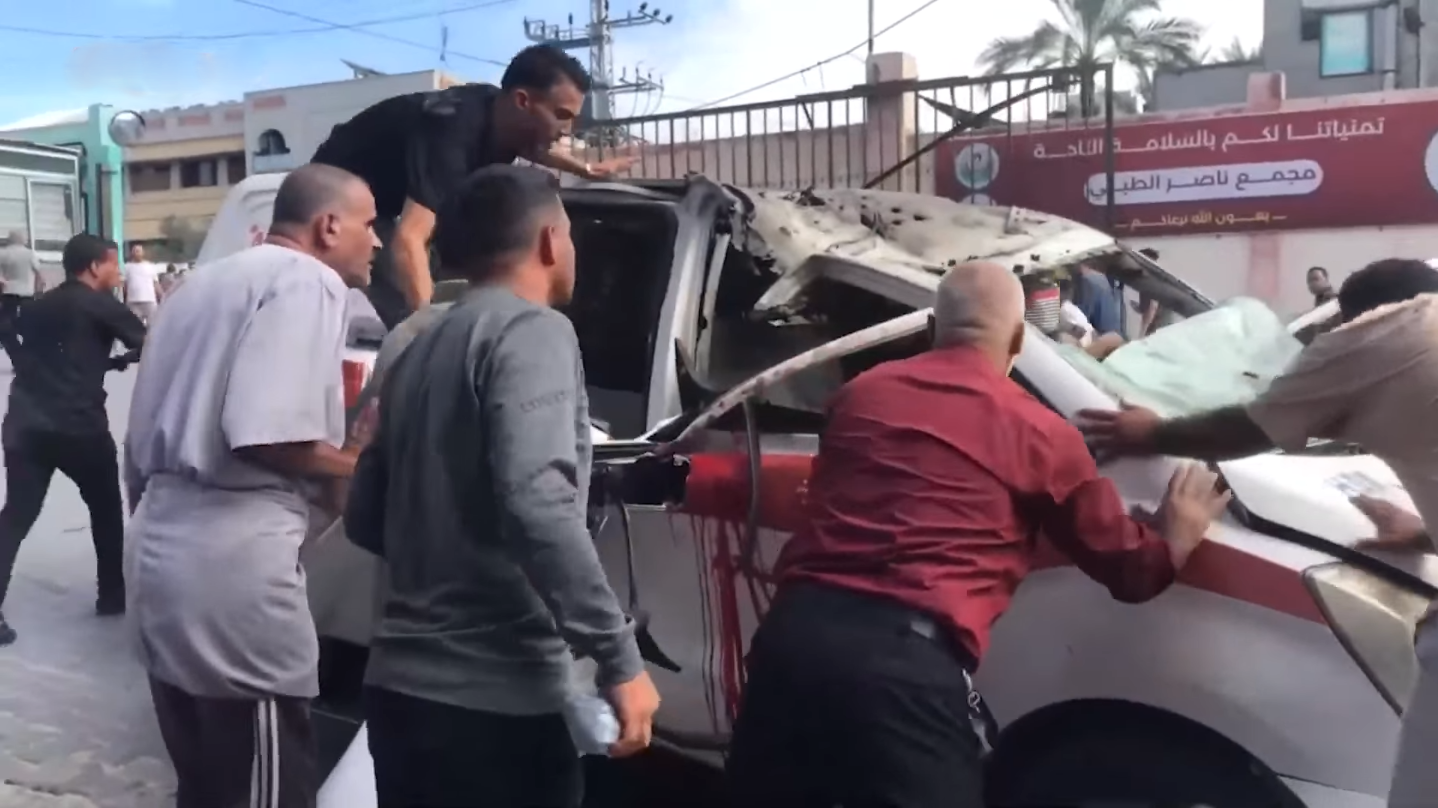
إصابة سيارة إسعاف تابعة لوزارة الصحة الفلسطينية في غارة جوية إسرائيلية على مستشفى ناصر في خان يونس.

هاجمت إسرائيل العديد من مرافق الرعاية الصحية خلال الحرب الفلسطينية الإسرائيلية. ففي الأسبوع الأول للحرب، سُجل 94 هجومًا على مرافق الرعاية الصحية، أسفرت عن مقتل 29 عاملًا في مجال الرعاية الصحية وإصابة 24 آخرين. وقد أسهمت الهجمات على مرافق الرعاية الصحية في حدوث أزمة إنسانية حادة في غزة. وبحلول 30 نوفمبر وثّقت منظمة الصحة العالمية 427 هجومًا على الرعاية الصحية في الضفة الغربية وقطاع غزة، أدت لمقتل مقتل 566 شخصًا وإصابة 758 آخرين.  وبحلول فبراير أُفيد بأن "كل مستشفى في غزة إما تضرر أو دُمّر أو خرج عن الخدمة بسبب نقص الوقود." وبحلول أبريل، تحققت منظمة الصحة العالمية من وقوع 906 هجمات على الرعاية الصحية في غزة، والضفة الغربية، وإسرائيل، ولبنان. وحتى يونيو 2024 ووفقًا لمنظمة الصحة العالمية هاجمت إسرائيل 464 مرفقًا للرعاية الصحية، وقتلت 727 عاملًا في مجال الرعاية الصحية، وأصابت 933 عاملًا في مجال الرعاية الصحية، وألحقت أضرارًا أو دمرت 113 سيارة إسعاف. 
اتُهم كل طرف بارتكاب جرائم حرب في هجماته. ونقلت شبكة سي إن إن عن اللجنة الدولية للصليب الأحمر قولها إن "المستشفيات تُمنح حماية خاصة بموجب القانون الإنساني الدولي في وقت الحرب، ولكن إذا خزّن مسلحون أسلحة فيها، أو استخدموها كقاعدة إطلاق نار، فإن هذه الحماية تسقط". صرحت منظمة هيومن رايتس ووتش بأن "الحكومة الإسرائيلية لم تقدم أي دليل يبرر نزع الحماية الخاصة عن المستشفيات". في ديسمبر 2024، قال أندرو كايلي من المحكمة الجنائية الدولية إن المزاعم الإسرائيلية بشأن استخدام حماس للمستشفيات "مبالغ فيها إلى حد كبير".  في 13 مارس 2025 خلص تحقيق للأمم المتحدة إلى أن إسرائيل ارتكبت أعمال إبادة جماعية في غزة من خلال تدميرها الممنهج لمرافق الرعاية الصحية الإنجابية. 

## خلفية
انتهكت إسرائيل الحياد الطبي، وهو ما يعتبر جريمة حرب بموجب اتفاقيات جنيف. ووفقًا لمسؤولين في غزة، استهدف جيش الاحتلال الإسرائيلي عمدًا سيارات الإسعاف والمرافق الصحية بغارات جوية. وطالب الهلال الأحمر الفلسطيني في بيان له "بالمحاسبة على جريمة الحرب هذه". وأفاد الاتحاد الدولي لجمعيات الصليب الأحمر والهلال الأحمر، والأونروا، ومنظمة أطباء بلا حدود عن وفاة أفراد من الطواقم الطبية التابعة لهم.
قالت منظمة "أطباء من أجل حقوق الإنسان" أن جانبًا بارزًا من هجوم 7 أكتوبر الذي قادته حماس على إسرائيل، كان الاعتداء على الطواقم والمرافق الطبية، حيث تم منع فرق الطوارئ من الوصول إلى الجرحى، بينما قُتل بعض أولئك الذين حاولوا تقديم الرعاية. كما ذكروا أن جرائم أولئك الذين قتلوهم عن عمد يجب ألا تُقلل. 
وأفادت منظمة الصحة العالمية في ديسمبر 2023 بوقوع 164 هجومًا ضد الرعاية الصحية في فلسطين - في قطاع غزة - منذ 7 أكتوبر 2023. ونتيجة لتلك الهجمات، قُتل 198 من الطواقم الطبية الفلسطينية، و12 عنصرًا من الدفاع المدني الفلسطيني، و103 من موظفي الأونروا. وقت إعداد التقرير، كان 26 مستشفى و52 مركز رعاية صحية في غزة خارج الخدمة، مع تضرر 55 سيارة إسعاف. 
وقدمت منظمة الصحة العالمية تقريرًا محدثًا يفيد بأنه بين 7 أكتوبر 2023 و19 سبتمبر 2024، وقع 492 هجومًا على الرعاية الصحية في غزة أسفرت عن مقتل 492 شخصاً. لا يوجد مستشفى في غزة يعمل بكامل طاقته، فـ 17 مستشفى فقط من أصل 36 تعمل جزئياً، و19 مستشفى المتبقية خارج الخدمة. في مايو 2024، ذكرت صحيفة الواشنطن بوست أن 4 مستشفيات فقط من أصل 36 في غزة لم تتضرر جراء القذائف، أو تداهمها قوات الاحتلال الإسرائيلي، أو توقفت عن العمل.

## الضحايا
حتى منتصف نوفمبر 2023 قتل الإحتلال 198 من العاملين في المجال الطبي، وتضررت 120 سيارة إسعاف. وفي غزة، أغلقت 21 مستشفى من أصل 35، و51 من أصل 72 منشأة للرعاية الطبية الأولية.

## في قطاع غزة
في 12 أكتوبر 2023 صرحت اللجنة الدولية للصليب الأحمر: "المستشفيات في غزة تخاطر بالتحول إلى مشارح". وفي 15 أكتوبر 2023 أظهرت بيانات منظمة الصحة العالمية وقوع 48 هجومًا مُبلَّغًا عنه على مرافق الرعاية الصحية في قطاع غزة، مما أدى إلى إلحاق أضرار بحوالي 24 مستشفى ومرفق رعاية صحية، بما في ذلك ستة مستشفيات. ووفقًا لمنظمة الصحة العالمية، فقد قُتل ما لا يقل عن 521 شخصًا، بينهم 16 عاملًا في المجال الطبي، في 137 "هجومًا على الرعاية الصحية" في غزة بحلول 12 نوفمبر. وبحلول 14 نوفمبر 2023 بقي مستشفى واحد فقط يعمل في شمال غزة. وفي 7 فبراير 2024 ذكرت الأمم المتحدة أن 4 فقط من مرافقها الصحية الـ 22 في غزة تعمل. 
اتهم جيش الاحتلال الإسرائيلي حركة حماس بتنفيذ عمليات عسكرية داخل المستشفيات، بما في ذلك هجمات مزعومة على جنود الاحتلال، وتخزين الأسلحة، واحتماء المقاتلين، وتوفير دعم للأنفاق، واستخدام المدنيين كدروع بشرية، واحتجاز رهائن.  إلا أن كثيرًا من هذه الادعاءات دُحضت بعد التمحيص من قبل صحفيين.  ووفقًا لصحيفة الغارديان: "من شبه المستحيل الرد على كل اتهام تم توجيهه، لكن من الواضح أن النتيجة المقصودة والفعليّة لهذه الحملة كانت التدمير المنهجي للبنية التحتية الصحية للفلسطينيين في غزة". 
وفي ديسمبر 2024 صرّح أندرو كايلي، المسؤول عن التحقيق الذي تجريه المحكمة الجنائية الدولية في فلسطين، بأن المزاعم الإسرائيلية بشأن استخدام حماس للمستشفيات في غزة لتبرير استهدافها "مبالغ فيها إلى حد كبير". 
صرّحت منظمة أطباء بلا حدود بأن إسرائيل أظهرت "تجاهلًا تامًا لحماية وسلامة البعثات الطبية والإنسانية وفرقها العاملة".  وحتى أكتوبر 2024 أفادت منظمة الصحة العالمية بأنها تحققت من وقوع 516 هجومًا على منشآت الرعاية الصحية في قطاع غزة منذ أكتوبر 2023. 
وفي 13 مارس 2025، خلص تحقيق أجرته الأمم المتحدة إلى أن إسرائيل ارتكبت أعمال إبادة جماعية في غزة من خلال التدمير المنهجي لمرافق الرعاية الصحية الإنجابية، بالتزامن مع فرض حصار يمنع الأدوية الضرورية للولادات ورعاية الحوامل والأطفال حديثي الولادة، مما تسبب في أذى "لا يمكن إصلاحه" لآفاق الإنجاب لدى الفلسطينيين في غزة. وأكد التحقيق أن هذا التدمير "كان إجراءً يهدف إلى منع الولادات بين الفلسطينيين في غزة، وهو ما يُعدّ عملًا من أعمال الإبادة الجماعية". 

### المستشفى الأهلي العربي

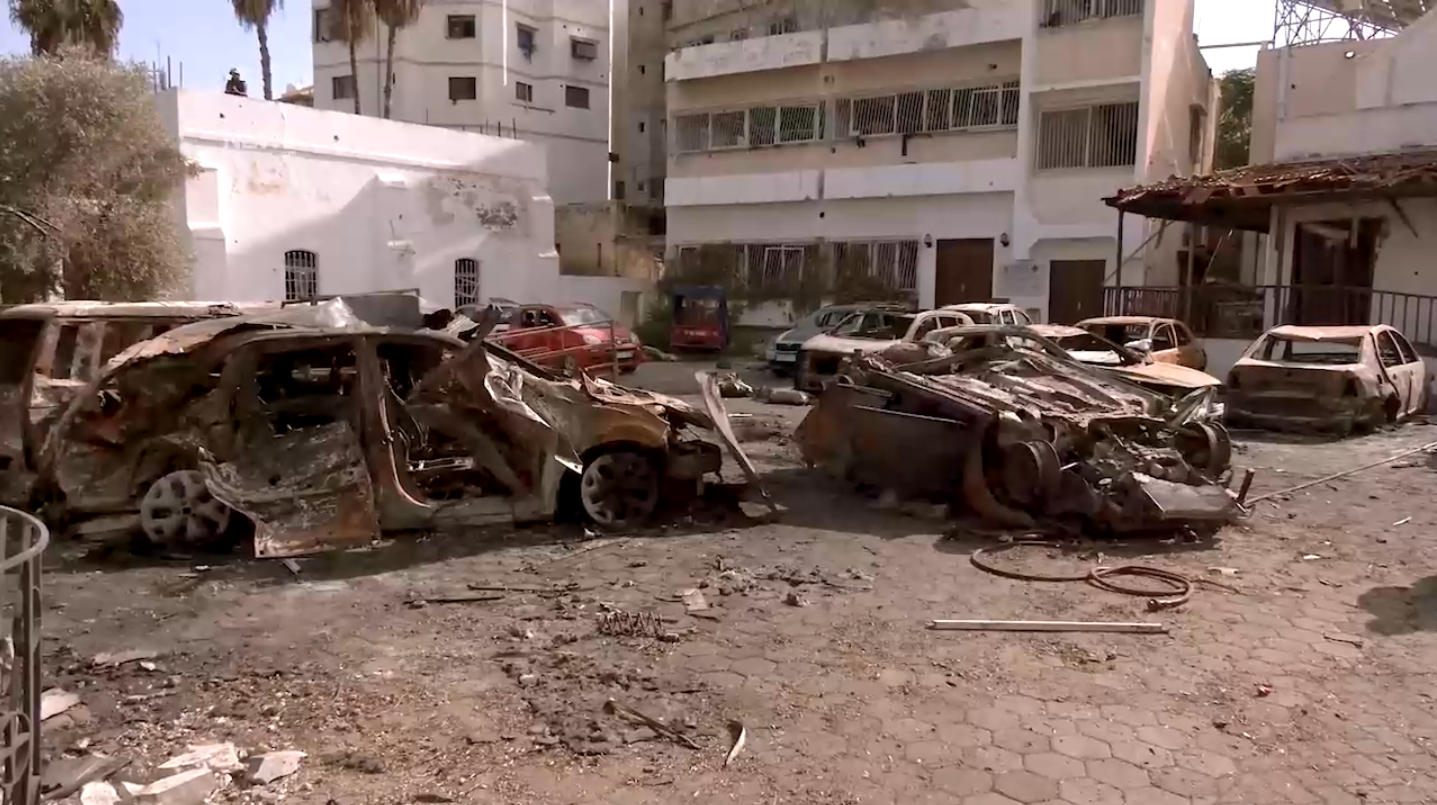
آثار قصف مستشفى الأهلي العربي 18 أكتوبر 2023

في 14 أكتوبر 2023، ووفقًا لبيان صادر عن رئيس أساقفة كانتربيري، جاستن ويلبي، ألحق صاروخ إسرائيلي أضرارًا بالطابقين العلويين من مركز علاج السرطان التابع للمستشفى، واللذين كانا يضمان قسمي التصوير بالموجات فوق الصوتية وتصوير الثدي الشعاعي (الماموغرام)، وأدى إلى إصابة أربعة من الموظفين. 
في 17 أكتوبر 2023 قصف الجيش الإسرائيلي ساحة انتظار السيارات التابعة للمستشفى الأهلي العربي في مدينة غزة، وقتل وجرح العديد من الفلسطينيين النازحين. زعمت التقارير الإسرائيلية ومن يواليها أن صاروخ طائش أُطلق من داخل غزة على موقف سيارات بالقرب من مستشفى هو سبب الانفجار. إلا أن تحقيقات من قناة أخبار القناة الرابعة البريطانية وصحيفة لوموند ونيويورك تايمز وضعت هذا التفسير موضع تساؤل وأظهرت أن العديد من مقاطع الفيديو المستخدمة كدليل من غير المرجح أن تُظهر الصاروخ المزعوم أو حتى الهجوم نفسه.  وفي تحقيقها بتاريخ 20 أكتوبر 2023 خلصت مؤسسة العمارة الجنائية (فورينسيك آركيتكتشر) إلى أن الانفجار نجم عن "ذخيرة أُطلقت من اتجاه إسرائيل"، وفي تحقيقات بصرية لاحقة نُشرت في 15 فبراير 2024 و17 أكتوبر 2024 تضمن آخرها شهادات ميدانية من أطباء، ألقت المزيد من الشكوك حول نظرية إطلاق الصاروخ الطائش. 
في 18 ديسمبر 2023 هاجم جنود إسرائيليين المستشفى الأهلي العربي وأجبروا النازحون على الخروج واعتقلوا طبيبان.  وفي اليوم التالي صرح مدير المستشفى بأن قوات الاحتلال الإسرائيلي اعتقلت أطباء ومرضى وطواقم طبية، ودمرت جزئيًا ساحات المستشفى، مما جعل المستشفى غير قادر على استقبال المرضى. وتوفي أربعة أشخاص جراء هجمات 18 ديسمبر على المستشفى. 
في 13 أبريل 2025 قصفت إسرائيل جزءًا من المستشفى، ودمرت قسم الطوارئ. 

### حصار مستشفى الشفاء

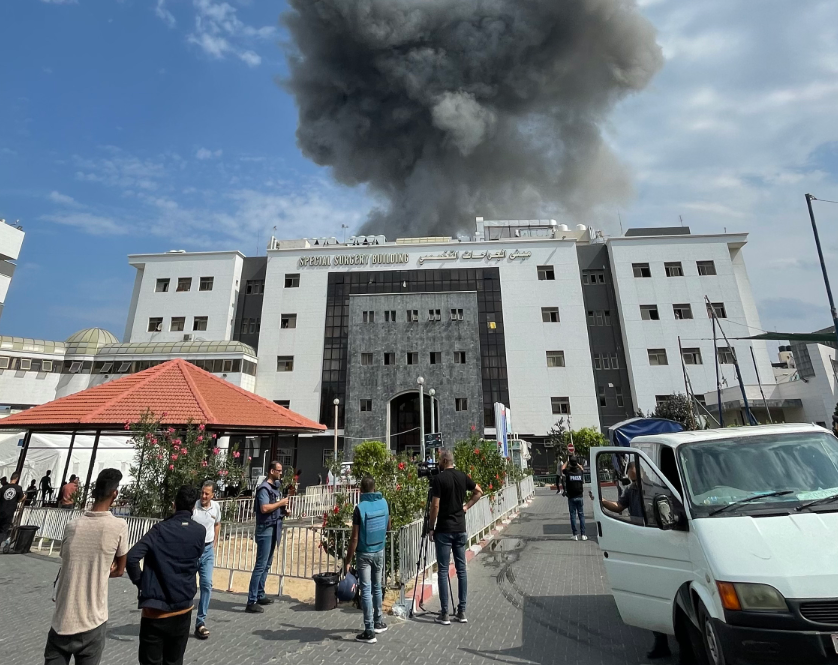
لحظة استهداف مبنى الجراحات التخصصي داخل مجمع مستشفى الشفاء.

تعرّض مستشفى الشفاء للحصار والقصف خلال الحرب، وقد عُزل المستشفى بالكامل عن بقية أنحاء مدينة غزة، مما أدى إلى محاصرة نحو 15,000 شخص داخله، بين مرضى بحاجة إلى علاج ومدنيين لجأوا إلى ساحته طلبًا للحماية.  تزعم إسرائيل أن المستشفى يُستخدم كقاعدة عسكرية من قبل حركة حماس، وهو ما تنفيه الحركة.  ووجدت تحليلات أجرتها كل من بي بي سي وذي إندبندنت وواشنطن بوست المزاعم الإسرائيلية بشأن وجود قاعدة لحماس داخل مستشفى الشفاء أنها "غير مقنعة". 
لاحقًا أيدت نيويورك تايمز الرواية الإسرائيلية مدعية أن حماس خزّنت أسلحة ولجأت إلى المستشفى، واستخدمت أنفاقًا بلغ طولها 213 مترًا، أي ضعف التقديرات السابقة، وأن هذه الأنفاق تحتوي ملاجئ، ومناطق سكنية، وغرف حاسوب واتصالات، وأن حماس أخفت أنشطتها تحت غطاء المستشفى. ومع ذلك خلص التحليل إلى أن "الجيش الإسرائيلي واجه صعوبة في إثبات أن حماس كانت تدير مركز قيادة وسيطرة من تحت المنشأة"، مشيرًا إلى أن منتقدي جيش الاحتلال الإسرائيلي يرون أن الأدلة لا تدعم ادعاءاته المبكرة، خاصة أن الجيش نشر قبل المداهمة مواد تُظهر وجود خمس مجمعات تحت الأرض، وادعى أن شبكة الأنفاق يمكن الوصول إليها من أقسام داخل مبنى المستشفى. 
في 4 فبراير 2024 استهدفت طائرات استطلاع وطائرات مسيّرة رباعية المراوح تابعة للجيش الإسرائيلي أشخاصًا كانوا يحتمون داخل المستشفى. 

### المستشفى الإندونيسي
كان المستشفى الإندونيسي في غزة، بتمويل من مواطنين ومنظمات إندونيسية، يكافح من أجل علاج المرضى الذين أصيبوا في القصف الإسرائيلي، بين تضاؤل مخزون الأدوية وانقطاع التيار الكهربائي الذي أجبر الأطباء على العمل في الظلام.  وقتل 12 شخصًا بعدما قصف جيش الاحتلال الإسرائيلي المستشفى. 
فرض جيش الاحتلال الإسرائيلي طوقًا كاملًا وحصارًا على المستشفى الإندونيسي في 20 نوفمبر 2023 وفي إطار الاجتياح الإسرائيلي لقطاع غزة.  وكشف تقرير صادر عن مؤسسة الحق أن المستشفى الإندونيسي كان هو الأكثر استهدافًا بشكل متواصل من قبل جيش الاحتلال الإسرائيلي.  وفي يونيو 2024، أظهرت لقطات مصورة أن قوات الاحتلال الإسرائيلي دمرت مركز نورة الكعبي التخصصي لغسيل الكلى في المستشفى الإندونيسي.  وفي 18 مايو 2025، تعرض المستشفى لهجوم بطائرات مسيرة إسرائيلية. 

### مستشفى القدس
أفاد الهلال الأحمر الفلسطيني بأن مستشفى القدس في مدينة غزة تلقى إنذارًا من جيش الاحتلال الإسرائيلي بالإخلاء الفوري. وقد أعربت منظمة الصحة العالمية عن قلقها العميق إزاء هذا التقرير.  وفي 19 يناير 2024، أفاد الهلال الأحمر الفلسطيني بأنه يعمل على تنظيف وإصلاح مستشفى القدس بعد الأضرار التي لحقت به جراء الهجمات الإسرائيلية، مصرحًا بأن "المستشفى تعرض لحريق، وتدمير لجميع معداته ومحتوياته الطبية".  وفي 9 فبراير، ذكرت جمعية الهلال الأحمر الفلسطيني أن المستشفى لحقت به أضرار جسيمة جراء قصف الدبابات الإسرائيلية. 

### مستشفى الأمل

#### يناير 2024
في 26 يناير 2024 وردت تقارير تفيد بتمركز قنّاصة في محيط المستشفى،  حيث أطلقت الرصاص على شقيقين رغم أنهما كانا يحملان راية بيضاء.  وبعد يومين قُتل شاب يبلغ من العمر 28 عامًا داخل مجمع المستشفى.  وفي 29 من الشهر نفسه، حاول عدد من الأشخاص نقل جثمان امرأة من المستشفى، غير أن قوات الاحتلال الإسرائيلي أطلقت النار عليهم، مما أسفر عن مقتل ثلاثة أشخاص وإصابة أربعة آخرين.  وفي 30 يناير أفادت جمعية الهلال الأحمر الفلسطيني بأن دبابات تابعة لجيش الاحتلال اقتحمت ساحة مستشفى الأمل وأجبرت النازحين على الإخلاء الفوري،  وفي اليوم التالي ذكرت الجمعية أن قوات الاحتلال الإسرائيلي واصلت اقتحام ساحة المستشفى وأطلقت النيران بكثافة.  وأظهرت تحليلات صور الأقمار الصناعية حدوث أضرار جسيمة في المنطقة المحيطة بالمستشفى، كما رُصد وجود عشرين آلية عسكرية تابعة لجيش الاحتلال على بُعد 500 متر غرب مبنى المستشفى.  وفي اليوم ذاته، شنّت قوات الاحتلال الإسرائيلي اقتحامًا جديدًا، حيث استهدفت طائرة مسيّرة أحد حراس الأمن وأردته قتيلًا داخل المستشفى. 

#### فبراير 2024
صرح الهلال الأحمر بأن مسعفين اثنين "استُهدفا وأُطلِق عليهما النار مباشرة من قبل قوات الاحتلال الإسرائيلي" خارج المستشفى.  وفي الأول من فبراير 2024، أفاد الهلال الأحمر الفلسطيني بأن حصار مستشفى الأمل قد دخل يومه الحادي عشر، مع "غارات متكررة على باحات المستشفى" و"إطلاق نار مباشر على المباني".  وأفاد الهلال الأحمر بأن جنودًا إسرائيليين قتلوا 12 شخصًا في المستشفى في اليوم السابق، وجرحوا ستة، بعد أن فتحوا النار أثناء اقتحامهم للمستشفى.  وفي الثاني من فبراير أفاد الهلال الأحمر بمقتل أربعة أشخاص آخرين وإصابة ستة على يد قوات الاحتلال الإسرائيلي.  وفي منشور له، أفاد تيدروس أدهانوم غيبريسوس أنه "شعر بالرعب من التقارير المتعلقة بالقتل".  وفي الثالث من فبراير ذكر الهلال الأحمر أنه دفن ثلاثة من موظفيه.  وأصيب أحد عشر نازحًا بعد أن ألقت إسرائيل قنابل دخانية على المستشفى.  وأفاد الهلال الأحمر بأن 43 شخصًا قد قُتلوا منذ بدء الحصار الإسرائيلي. 
أصيب شخصان بنيران إسرائيلية في 7 فبراير 2024.  ومنعت قوات الاحتلال الناس من دخول المبنى أو الخروج منه.  وفي 9 فبراير أجرت قوات الاحتلال الإسرائيلي عمليات تفتيش داخل المستشفى.  وصادف يوم 18 فبراير اليوم السابع والعشرين للحصار الإسرائيلي على المستشفى، مع قصف وقصف مدفعي إسرائيلي عنيف تسبب في أضرار جسيمة.  ودمرت قوات الاحتلال الإسرائيلي محطة تحلية المياه التابعة للمستشفى، وصرح الهلال الأحمر بأنه لم يتبق سوى مياه شرب تكفي لثلاثة أيام فقط في المستشفى.  وبوقوع أضرار جسيمة في المستشفى جراء القصف الإسرائيلي في 19 فبراير.  وفي 21 فبراير صرح الهلال الأحمر بأنهم ما زالوا ينتشلون الجثث من محيط المستشفى ودعا إسرائيل "إلى رفع الحصار المفروض قبل فوات الأوان وقبل أن يُجبر المستشفى على الخروج عن الخدمة".  وتعرض المستشفى "لأضرار جسيمة" في 23 فبراير في أعقاب غارات جوية في محيطه القريب.  وأفادت التقارير بأن وفدًا تابعًا للأمم المتحدة زار المستشفى في 25 فبراير وواجه "أوضاعًا كارثية" تشمل نقصًا حادًا في الغذاء والماء والدواء. 
وذكر الهلال الأحمر الفلسطيني أنه أجلى 24 مريضًا في 26 فبراير.  وأفاد مكتب الأمم المتحدة لتنسيق الشؤون الإنسانية (أوتشا) بأنه أثناء الإجلاء، اعترض جيش الاحتلال الإسرائيلي سيارة الإسعاف وأجبر المسعفين على خلع ملابسهم.  وفي 27 فبراير صرح المدير العام لمنظمة الصحة العالمية، تيدروس أدهانوم غيبريسوس، قائلاً: "تعرض المستشفى لـ 40 هجومًا في الفترة من 22 يناير إلى 22 فبراير، مما أسفر عن مقتل 25 شخصًا على الأقل وتركه عاجزًا عن العمل. ولا يزال 31 مريضًا في المستشفى". 

#### مارس 2024
في 24 مارس 2024 صرح الهلال الأحمر الفلسطيني بأنه غير قادر على التواصل مع طواقمه في مستشفى الأمل بعد أن هاجمت الدبابات الإسرائيلية المستشفى وأجبرت جميع من بداخله تقريبًا على الإخلاء.  وأضاف الهلال الأحمر أن طواقم المستشفى بقيت مع تسعة مرضى، إلى جانب عائلة لديها أطفال من ذوي الإعاقة، وأن شخصًا نازحًا قُتل بالرصاص في الرأس.  وفي 25 مارس، صرح الهلال الأحمر بأنه نسّق مع اللجنة الدولية للصليب الأحمر ومكتب الأمم المتحدة لتنسيق الشؤون الإنسانية لإجلاء 27 من أفراد الطاقم الطبي وستة مرضى.  وصرح شهود عيان بأن المستشفى كان يتعرض "لقصف مستمر وقذائف دبابات".  وفي 26 مارس، صرح الهلال الأحمر بأن المستشفى خرج عن الخدمة تمامًا. 

### مستشفى الصداقة التركي الفلسطيني
أسفر هجوم إسرائيلي عن إلحاق أضرار جسيمة بمستشفى الصداقة التركي الفلسطيني. وقد استنكرت تركيا هذا الهجوم بأقوى العبارات، مؤكدةً أن مثل هذه الاعتداءات، بالإضافة إلى الحصار المفروض على قطاع غزة، تمثل انتهاكات صارخة للقانون الدولي. وجاء في بيان صادر عن وزارة الخارجية التركية: "لا يوجد أي مبرر لمثل هذا الهجوم، خاصة وأن جميع المعلومات الضرورية المتعلقة بالمستشفى، بما في ذلك إحداثياته الدقيقة، وهو الذي يُعد المرفق الوحيد المتخصص في علاج الأورام بقطاع غزة، قد تم تزويد السلطات الإسرائيلية بها مسبقًا". 

### المستشفى الميداني الأردني
تعرض المستشفى الميداني الأردني في غزة، والذي يقدم خدماته منذ عام 2009، لتأثيرات جسيمة جراء النزاع الدائر. وقد واجه المستشفى تهديدًا وجوديًا حقيقيًا بسبب النقص الحاد في الإمدادات خلال فترات القصف الإسرائيلي. واستجابةً لهذه الأوضاع، بادر سلاح الجو الملكي الأردني بإرسال شحنات من المساعدات الطبية العاجلة إلى المستشفى.  وبتاريخ 19 يناير 2024 اتهمت الحكومة الأردنية جيش الاحتلال الإسرائيلي بتعمد استهداف مستشفاها الميداني الكائن في خان يونس، موضحةً أنه استخدم دبابة لإغلاق مدخل المستشفى، وأطلق النار على مبانيه والملاجئ المحصنة بداخله. 

### مستشفى العودة
استنكرت منظمة الصحة العالمية بشدة الأوامر الإسرائيلية المتوالية بالإخلاء القسري لمستشفى العودة شمالي قطاع غزة، ووصفت تلك الأوامر بأنها "بمثابة حكم بالإعدام على المرضى والجرحى".  وقد أُجبر ما يزيد على 2000 مريض على النزوح إلى جنوبي قطاع غزة، الأمر الذي من شأنه أن يفاقم من حدة الكارثة الإنسانية والأزمة الصحية العامة القائمة.  وبتاريخ 1 ديسمبر أفادت منظمة أطباء بلا حدود بأن المستشفى قد تعرض لأضرار نتيجة ما وصفته بـ "انفجار". 
في الثالث عشر من ديسمبر، نقل نادي اليعاقبة أن 240 شخصًا كانوا محاصرين داخل مستشفى العودة، تحت رحمة قناصة إسرائيليين، ويعانون من انعدام المياه النظيفة، ويكتفون بوجبة يومية واحدة تتكون من الخبز أو الأرز.  ونقل أحد العاملين بالمستشفى شهادة تفيد بأن قناصة إسرائيليين أطلقوا النار على سيدة مدنية حامل داخل حرم المستشفى.  كما صرح المسؤول عن المراقبة في المستشفى بأن ممرضة لقيت مصرعها برصاص قناص إسرائيلي استهدفها في الطابق الرابع من المستشفى عبر إحدى النوافذ.  وبتاريخ 14 ديسمبر، أعربت وزارة الصحة الفلسطينية في قطاع غزة عن مخاوفها من أن يكون مستشفى العودة هو الهدف التالي للقوات الإسرائيلية، وذلك عقب اكتمال الهجوم الإسرائيلي على مستشفى كمال عدوان.  من جهته، صرح السيد رينزو فريك، وهو مسؤول في منظمة أطباء بلا حدود، بأن "التقارير الواردة من مستشفى العودة مفزعة، ونحن نشعر بقلق بالغ على سلامة المرضى والطواقم الطبية المحتجزة بداخله".  وفي التاسع عشر من ديسمبر، أفادت منظمة أطباء بلا حدود بأن قوات الاحتلال الإسرائيلي أحكمت سيطرتها على مستشفى العودة، حيث عمدت تلك القوات إلى تجريد جميع الرجال والفتيان ممن تجاوزوا السادسة عشرة من العمر من ملابسهم، وتكبيلهم، واستجوابهم.  وواصل الجنود الإسرائيليون فرض سيطرتهم على المستشفى.  وبتاريخ 21 ديسمبر، أفادت التقارير بمقتل ممرضة برصاص قناص، مما أدخل الموجودين في "حالة من الرعب".  وفي 30 يناير 2024، أسفرت غارة جوية استهدفت مجمع المستشفى عن مقتل خمسة أشخاص على الأقل.  ثم تعرض المستشفى مجددًا للقصف الإسرائيلي في 31 يناير.  وبتاريخ 27 فبراير، أفاد عاملون بالمستشفى بأن مستشفى العودة بات مهددًا بالإغلاق التام، وذلك عقب حصار مطول فرضه عليه جيش الاحتلال الإسرائيلي لمدة 18 يومًا. 
وفي شهر أكتوبر من عام 2024، أعلنت وزارة الصحة في غزة أن قوات الاحتلال الإسرائيلي تفرض حصارًا على مستشفى العودة وتقوم باستهدافه بشكل مباشر.  كما أعلنت إدارة مستشفى العودة أن الضربات الإسرائيلية التي طالت مبنى المستشفى وإحدى سيارات الإسعاف التابعة له قد أسفرت عن إصابة عدد من أفراد الطاقم الطبي. 

#### مستشفى الشيخ حمد بن خليفة آل ثاني
أعلنت إدارة مستشفى الشيخ حمد بن خليفة آل ثاني للتأهيل والأطراف الصناعية في غزة عن تعرض مبانيه لأضرار جسيمة.  ويُعد هذا المستشفى المرفق الأول من نوعه في قطاع غزة الذي يختص بتوفير الأطراف الصناعية وتقديم خدمات إعادة التأهيل المتكاملة للمصابين. يُذكر أن المستشفى كان قد تعرض لأضرار في وقت سابق جراء قصف إسرائيلي استهدفه في عام 2021.  وبتاريخ 20 مايو 2025، استهدفت قوات الاحتلال الإسرائيلي المستشفى بالقصف مجددًا، مما ألحق به أضرارًا مادية إضافية. 

### الهجمات على سيارات الإسعاف
بتاريخ 14 فبراير 2024، نشر الهلال الأحمر الفلسطيني مقطع فيديو يُظهر سيارة إسعاف تابعة له وقد دمرتها النيران الإسرائيلية، وذلك أثناء محاولتها نقل إمدادات الأكسجين من مستشفى ناصر إلى مستشفى الأمل.  وفي 25 يوليو 2024، أفاد الهلال الأحمر بأن قوات الاحتلال الإسرائيلي فتحت النار على إحدى سيارات الإسعاف التابعة له في منطقة المواصي، وذلك خلال قيام طاقمها الإسعافي بتقديم المساعدة لمدنيين مصابين.  وفي أواخر شهر أغسطس من عام 2024، أدى سقوط صاروخ إسرائيلي إلى مقتل خمسة أفراد كانوا ضمن قافلة طبية تابعة لمنظمة المعونة الأمريكية للاجئين في الشرق الأدنى.  وفي شهر سبتمبر 2024 أفاد المدير العام لمنظمة الصحة العالمية، الدكتور تيدروس أدهانوم غيبريسوس، في تدوينة عبر وسائل التواصل الاجتماعي، بأن دبابات إسرائيلية استهدفت قافلة طبية بإطلاق النار، وذلك على الرغم من حصول القافلة المسبق على تصريح بالمرور من الجيش الإسرائيلي. 

#### قافلة أطباء بلا حدود
وبتاريخ 18 نوفمبر 2023، لقي شخصان مصرعهما أثناء استقلالهما قافلة إجلاء تابعة لمنظمة أطباء بلا حدود في قطاع غزة، وكانت القافلة تحمل علامات واضحة تشير إلى هويتها.  وقد وصفت منظمة أطباء بلا حدود هذا الحادث بأنه "هجوم متعمد". 

#### الغارة الجوية على سيارة إسعاف الشفاء
بتاريخ 3 نوفمبر 2023، وفي خضم الاجتياح الإسرائيلي لقطاع غزة (المستمر منذ عام 2023) والحصار المفروض على مدينة غزة، استهدفت غارة جوية إسرائيلية قافلة سيارات إسعاف كانت في طريقها لمغادرة مجمع الشفاء الطبي، وهي تقل مرضى في حالات حرجة.  وقد أسفر هذا القصف عن مقتل 15 شخصًا وإصابة ما لا يقل عن 60 آخرين.  وأفادت جمعية الهلال الأحمر الفلسطيني، التي كانت إحدى سيارات إسعافها ضمن القافلة المستهدفة،  بأن جميع الضحايا البالغ عددهم خمسة عشر شخصًا كانوا من المدنيين.  كما ألحقت الغارة الجوية أضرارًا بمبنى المستشفى ذاته. 
وقد اعترف الجيش الإسرائيلي بشن هذه الغارة الجوية،  مدعيًا أن الهجوم أسفر عن مقتل مسلحين من حركة حماس،  وأن إحدى سيارات الإسعاف كانت تُستخدم في نقل عناصر وأسلحة تابعة للحركة.  وفي المقابل، نفت وزارة الصحة الفلسطينية في قطاع غزة بشكل قاطع أي استخدام عسكري لسيارات الإسعاف. 
من جانبها، أفادت منظمة هيومن رايتس ووتش بأنها "لم تعثر على أي دليل يشير إلى استخدام سيارة الإسعاف لأغراض عسكرية". وبعد تحليل أجرته صحيفة "واشنطن بوست" لمقاطع الفيديو المتعلقة بالحادثة، لم يتم العثور على ما يثبت وجود أسلحة أو أفراد يرتدون زيًا عسكريًا.  وأضافت هيومن رايتس ووتش أنه بموجب أحكام القانون الإنساني الدولي، يُحظر استهداف سيارات الإسعاف، حتى وإن كانت تنقل مقاتلين جرحى، معتبرةً أن هذا الهجوم قد يشكل جريمة حرب.  وقد أدانت منظمة الصحة العالمية هذا الهجوم. 

### مستشفى كمال عدوان
في الثالث من ديسمبر، نفذ جيش الاحتلال الإسرائيلي ضربة في محيط مستشفى كمال عدوان، مما أسفر عن مقتل أربعة أشخاص على الأقل.  وفي الحادي عشر من ديسمبر، أفاد مدير مستشفى كمال عدوان بأن قوات الاحتلال الإسرائيلي قتلت أمَّين وطفليهما الرضيعين جراء استهدافها لجناح الولادة بالمستشفى.  وقد أكدت منظمة الأمم المتحدة وقوع هذه الوفيات.  وبتاريخ 12 ديسمبر، اقتحمت قوات الاحتلال الإسرائيلي مستشفى كمال عدوان.  وصرح رئيس قسم طب الأطفال بأن جيش الاحتلال الإسرائيلي أصدر أوامره لجميع الرجال والفتيان ممن تجاوزوا السادسة عشرة من العمر بمغادرة المستشفى للخضوع للتفتيش.  كما جرى اعتقال 70 فردًا من الكوادر الطبية ونُقلوا إلى جهة غير معلومة.  من جانبه، أعرب المدير العام لمنظمة الصحة العالمية، الدكتور تيدروس أدهانوم غيبريسوس، عن "قلقه البالغ" إزاء الوضع في مستشفى كمال عدوان. 
وقد نشر جيش الاحتلال الإسرائيلي مقطع فيديو يُظهر من وصفهم بمسلحين بالقرب من مستشفى كمال عدوان وهم يقومون بتسليم أسلحتهم.  إلا أن هذه الادعاءات سرعان ما فندتها شهادات عائلات تعرفت على ذويها من المدنيين غير المقاتلين بين من ظهروا في المقطع. 
وبتاريخ 14 ديسمبر أفادت وزارة الصحة بإجبار 2500 نازح داخليًا على إخلاء المستشفى، وبأن جنود جيش الاحتلال الإسرائيلي حالوا دون تمكن الطاقم الطبي من الاستمرار في تقديم الرعاية لـ 12 رضيعًا في وحدة العناية المركزة وعشرة مرضى في قسم الطوارئ، الأمر الذي أسفر عن حالتي وفاة.  وفي السادس عشر من ديسمبر، نقل صحفيون شهادات تفيد بأن جرافات إسرائيلية قامت بدهس أشخاص كانوا يحتمون في محيط المستشفى الخارجي. ووصف أحد المراسلين ما جرى بأنه "مذبحة مروعة ومشاهد لا توصف"، مضيفًا أن "عشرات النازحين والمرضى والجرحى قد دُفنوا أحياءً".  وطالبت وزيرة الصحة الفلسطينية، مي الكيلة، بإجراء تحقيق شامل في الممارسات الإسرائيلية بمستشفى كمال عدوان.  كما دعا مجلس العلاقات الأمريكية الإسلامية الأمم المتحدة إلى فتح تحقيق دولي في هذه الأحداث. 
وفي أكتوبر من عام 2024 أفاد مدير مستشفى كمال عدوان بأن "الدبابات الإسرائيلية فرضت حصارًا كاملًا على المستشفى، وقطعت عنه إمدادات الكهرباء، وقصفته بالمدفعية مستهدفةً الطابقين الثاني والثالث".  وفي وقت لاحق من الشهر ذاته، ذكرت الأمم المتحدة أن القصف الإسرائيلي أدى إلى تدمير إمدادات حيوية بالمستشفى، وذلك عقب انتهاء حصار فرضته قوات الاحتلال الإسرائيلي لعدة أيام. 

### مستشفى يافا
في الثامن من ديسمبر تسببت غارة جوية نفذها جيش الاحتلال الإسرائيلي في إلحاق أضرار بمستشفى يافا الواقع وسط مدينة غزة. 

### مجمع ناصر الطبي
بتاريخ 17 ديسمبر، أدى إطلاق نار من قوات الاحتلال الإسرائيلي استهدف جناح الولادة في مجمع ناصر الطبي بمدينة خان يونس، إلى مقتل فتاة وإصابة ثلاثة أشخاص آخرين.  وصرح السيد ريتشارد بيبركورن، ممثل منظمة الصحة العالمية، بأن حياة نحو 4000 نازح داخليًا كانت مهددة بالخطر في الوقت الذي واصل فيه جيش الاحتلال الإسرائيلي عملياته العسكرية داخل المستشفى.  وبتاريخ 26 يناير 2024، أفادت وزارة الصحة بأن مستشفى ناصر قد استنفد مخزونه من الطعام والأدوية المخدرة والمسكنات جراء الحصار الإسرائيلي المفروض عليه. وأشارت الوزارة إلى أن "150 من أفراد الطواقم الطبية، و350 مريضًا، بالإضافة إلى مئات العائلات النازحة، يتواجدون في مجمع ناصر الطبي وسط ظروف كارثية تتسم بالجوع والتعرض للاستهداف ونقص الرعاية الطبية".  وفي السابع والعشرين من يناير، نقل هاني محمود، الصحفي بقناة الجزيرة، أن الأهالي في محيط مستشفى ناصر يعايشون "ذات السيناريو الذي وقع... حين تعرضت كبرى المنشآت الطبية، كمستشفى الشفاء والمستشفى الإندونيسي، للهجوم".  وبتاريخ 7 فبراير، لقيت امرأة تبلغ من العمر 40 عامًا مصرعها برصاص قناص إسرائيلي أثناء تواجدها خارج المستشفى. 
وفي الثامن من فبراير أُصيب طبيب برصاصة نارية خلال تأدية عمله داخل غرفة العمليات.  كما أفادت الأنباء في اليوم ذاته بأن غارة نفذتها طائرة مسيرة أسفرت عن مقتل شخص وإصابة آخرين.  وتعذر على المسعفين مغادرة المستشفى نظرًا لانتشار القناصة الإسرائيليين في محيطه.  وبتاريخ 9 فبراير، نقلت تقارير صحفية أن القناصة الإسرائيليين المتمركزين خارج المستشفى كانوا يستهدفون بإطلاق النار "كل جسم متحرك".  وقد وثقت حادثة، تم تسجيلها وتداولها على نطاق واسع عبر الإنترنت، قيام طبيبة بالمخاطرة بحياتها لإنقاذ شاب كان قد أُصيب برصاص قناصة إسرائيليين بالقرب من بوابة المستشفى.  وفي العاشر من فبراير، أكدت منظمة أطباء بلا حدود أن قوات الاحتلال الإسرائيلي كانت تطلق النار على أشخاص متواجدين داخل حرم المستشفى.  كما أفادت تقارير بأن قذائف الدبابات والمدفعية الإسرائيلية أصابت الطابق العلوي للمستشفى.  وبتاريخ 11 فبراير، قُتل رجل برصاص قناص إسرائيلي داخل مجمع المستشفى.  وفي 12 فبراير، أشارت التقارير إلى مقتل سبعة أشخاص داخل المستشفى برصاص قناصة إسرائيليين. 
بتاريخ 13 فبراير، أصدر جيش الاحتلال الإسرائيلي أوامره للنازحين المتواجدين داخل مجمع ناصر الطبي بإخلائه.  وفي اليوم ذاته، أسفر إطلاق نار من قناصة عن مقتل ثلاثة أشخاص داخل المستشفى.  وأفادت وزارة الصحة في غزة بأن "النازحين كانوا يتعرضون لإطلاق النار أثناء محاولتهم المغادرة، مما يؤدي إلى مقتلهم أو إصابتهم".  ونتيجةً لنفاد الوقود اللازم لتشغيل المولد الكهربائي للمستشفى، غمرت مياه الصرف الصحي أجزاءً واسعة منه.  كما أفاد مكتب الأمم المتحدة لتنسيق الشؤون الإنسانية بأن جثامين القتلى ظلت ملقاة خارج المستشفى لعدة أيام، نظرًا للخطر الذي شكله انتشار القناصة الإسرائيليين.  وبتاريخ 14 فبراير، أشارت التقارير إلى أن الجنود الإسرائيليين واصلوا إطلاق النار على المجمع الطبي.  وذكرت وزارة الصحة أن 273 مريضًا ممن لا يستطيعون الحركة، بالإضافة إلى 327 من مرافقيهم، كانوا لا يزالون عالقين داخل المستشفى. 
وبتاريخ 23 مارس 2025، استهدفت غارة جوية إسرائيلية مجمع ناصر الطبي، مما أدى إلى مقتل خمسة أشخاص، كان من بينهم إسماعيل برهوم، وهو قيادي بارز في حركة حماس كان يتلقى العلاج، بالإضافة إلى فتى يبلغ من العمر 16 عامًا.  وفي الثالث عشر من مايو، قُتل المصور الصحفي الفلسطيني حسن أصليح داخل المستشفى، جراء غارة جوية إسرائيلية استهدفته أثناء تلقيه العلاج من إصابة لحقت به في هجوم إسرائيلي سابق. 

### مستشفيا الرنتيسي والنصر للأطفال
أفادت التقارير بأن الرعاية الطبية في كل من مستشفى الرنتيسي ومستشفى النصر للأطفال قد توقفت بشكل شبه كامل. إذ اقتصر توفير الطاقة الكهربائية فيهما على مولد صغير بالكاد يكفي لتشغيل وحدتي العناية المركزة ورعاية حديثي الولادة. وقد تعرض مستشفى الرنتيسي لهجمات عنيفة وأعمال عدائية متكررة. وعلاوة على ذلك، لحقت أضرار جسيمة بمستشفى النصر للأطفال مجددًا، طالت هذه المرة معدات طبية حيوية. كما توقف مستشفى آخر متخصص في طب الأطفال بالمنطقة الشمالية عن تقديم خدماته بسبب الأضرار الجسيمة التي لحقت به ونقص إمدادات الوقود. وبالمثل، يواجه مستشفى متخصص في أمراض النساء والتوليد نقصًا حادًا في الوقود يهدد استمرارية عملياته التشغيلية. 

### المستشفى الأوروبي
بتاريخ 3 فبراير 2024، تسببت هجمات إسرائيلية في إلحاق أضرار بخزان للوقود في مستشفى غزة الأوروبي، مما أدى إلى مقتل شخص واحد على الأقل وإصابة ستة آخرين.  وبتاريخ 13 مايو 2025، شنت الطائرات الإسرائيلية عدة غارات جوية استهدفت المستشفى ذاته، وأسفرت عن مقتل 28 شخصًا وإصابة العشرات.  وقد زعم كل من جيش الاحتلال الإسرائيلي وجهاز الأمن العام الشاباك أن القيادي في حركة حماس، محمد السنوار، كان هو المستهدف من الهجوم، وأن المستشفى كان يُستخدم "كمركز قيادة لحماس". 

### مستشفى شهداء الأقصى
وفي 31 مارس 2024، طالت غارة جوية إسرائيلية باحة مستشفى شهداء الأقصى في مدينة دير البلح، وسط قطاع غزة، مما أسفر عن مقتل أربعة أشخاص على الأقل وإصابة 17 آخرين، كما شملت الإصابات عددًا من الصحفيين الذين كانوا متواجدين في الموقع. وادعى جيش الاحتلال الإسرائيلي أن الهجوم كان موجهًا ضد مركز قيادة تابع لحركة الجهاد الإسلامي الفلسطينية المسلحة. غير أن المكتب الإعلامي الحكومي في غزة أفاد بأن الغارة الجوية أصابت خيمة مخصصة للنازحين كان يتواجد بها أيضًا صحفيون يمارسون عملهم. وناشد المتحدث باسم المستشفى، خالد الدقران، المجتمع الدولي التدخل لضمان سلامة الكوادر العاملة في القطاع الصحي بقطاع غزة.  وفي شهر أغسطس من عام 2024، استهدفت غارة جوية أخرى خيامًا للنازحين منصوبة في باحة المستشفى ذاته.  وقد أدت هذه الضربة إلى مقتل أربعة أشخاص. 

### المستشفى الميداني في مدرسة خديجة بدير البلح
في 27 يوليو 2024 شنت إسرائيل هجومًا على مستشفى ميداني مؤقت كان قد أُقيم داخل مدرسة خديجة بمدينة دير البلح.  وادعى جيش الاحتلال الإسرائيلي أن الهجوم استهدف ما وصفه بقاعدة تابعة لحركة حماس داخل المدرسة.  وقد أسفر هذا الاعتداء على المستشفى الميداني عن مقتل 30 شخصًا وإصابة ما يربو على 100 آخرين.  وفي معرض تبريرها للهجوم، زعمت السلطات الإسرائيلية أن مسلحين "استخدموا المجمع كمخبأ لتوجيه وتخطيط العديد من الهجمات ضد قوات جيش الاحتلال الإسرائيلي... (وأنهم) ... قاموا بتطوير وتخزين كميات كبيرة من الأسلحة بداخله".  غير أن الجانب الإسرائيلي لم يوضح ماهية تلك "الكميات الكبيرة" المزعومة، مع العلم بأن مجرد وجود أسلحة في مرفق طبي ميداني لا يلغي بالضرورة الحماية المكفولة له بموجب القانون الدولي.  وعلاوة على ذلك، لم تقدم إسرائيل أي براهين لدعم هذا الزعم. 

### مركز البسمة للإخصاب
في ديسمبر 2023، دمرت ضربة واحدة على مركز البسمة للإخصاب في مدينة غزة، وهو أكبر مركز للإخصاب في المختبر في القطاع، 4000 جنين بشري، وهو ما يمثل معظم أجنة الإخصاب في المختبر المجمدة في قطاع غزة.  ورغم أن الضربة وقعت في ديسمبر 2023، إلا أنها قوبلت بالتجاهل إلى حد كبير حتى نشرت وكالة رويترز القصة في أواخر أبريل 2024. 
دمر القصف 4000 جنين بشري و1000 عينة إضافية من الحيوانات المنوية والبويضات المجمدة.  كانت الأجنة محفوظة في النيتروجين السائل، الذي لم يكن يتطلب كهرباء للحفاظ عليه؛ بل كان يحتاج فقط إلى إعادة تعبئته مرة واحدة شهريًا.  لكن الانفجار أطاح بأغطية 5 خزانات، مما تسبب في تبخر السائل بسرعة، الأمر الذي أدى إلى إذابة الجليد عن الأجنة وموتها.  يوجد 9 عيادات أو أكثر في قطاع غزة تقوم بإجراءات متعلقة بالإخصاب في المختبر، لكن معظم الأجنة كانت محفوظة في 5 خزانات نيتروجين سائل في مركز البسمة.  تأسس المركز عام 1997 على يد طبيب النساء والتوليد بهاء الدين غلاييني.  قال بهاء الدين غلاييني إن قذيفة إسرائيلية واحدة أصابت الجزء من المركز حيث كانت الأجنة محفوظة في الطابق الأرضي، لكنه قال إنه لا يعرف ما إذا كان المختبر قد استُهدف بشكل خاص في الضربة. 
وقال الدكتور بهاء الدين غلاييني لرويترز: "إن نصف الأزواج على الأقل – أولئك الذين لم يعد بإمكانهم إنتاج حيوانات منوية أو بويضات لتكوين أجنة قابلة للحياة – لن تكون لديهم فرصة أخرى للحمل".  إحدى هؤلاء الأشخاص كانت امرأة تبلغ من العمر 45 عامًا، توفي طفلها الوحيد البالغ من العمر 19 عامًا في قصف بالقرب من مخيم جباليا عام 2022. 
مولت وزارة الصحة التابعة للحكومة في غزة علاج إخصاب في المختبر لعدد محدود من الأزواج.  وفي عام 2017 وصفت صحيفة الغارديان هذا الأمر بأنه "بادرة حسن نية من حركة حماس ". 
منذ عام 2004 دأبت عيادات الخصوبة في كل من غزة والضفة الغربية على مساعدة أسرى فلسطينيون على أن يصبحوا آباءً باستخدام حيوانات منوية مهربة من السجون، وذلك للأسرى الفلسطينيين المحرومين من الزيارات الزوجية مع زوجاتهم.  واعتبر الفلسطينيون ذلك انتصارًا على "السلطات الإسرائيلية القمعية". 
في 13 مارس 2025، كشف تحقيق للأمم المتحدة أن قوات الاحتلال الإسرائيلي هاجمت ودمرت عمدًا مركز البسمة للإخصاب، وهو عيادة الخصوبة الرئيسية بتقنية إخصاب في المختبر في غزة والتي كانت تخدم ما بين 2,000 و3,000 مريض شهريًا، بما في ذلك جميع مواد الإنجاب المخزنة لأطفال فلسطينيين مستقبليين. ولم يتم العثور على أي دليل على استخدام المبنى لأغراض عسكرية. 

### مرافق أخرى
بتاريخ 15 فبراير 2024، أفادت الأمم المتحدة بأن إسرائيل قد دمرت مركزها المخصص لإعادة تأهيل ضعاف البصر، وهو بمثابة عيادة متخصصة للأطفال الذين يعانون من ضعف في الإبصار. وأشارت المنظمة إلى أن "المركز كان يخدم جميع الأطفال من ذوي الإعاقة البصرية في كافة أنحاء قطاع غزة، ويزودهم بآلات برايل وعصي بيضاء ومعينات بصرية".  وفي العاشر من مارس 2024، تعرض مكتب جمعية إغاثة أطفال فلسطين للقصف، وهي منظمة خيرية تُعنى بتقديم الرعاية الطبية للأطفال المحرومين منها، مما أدى إلى تدميره بالكامل.  وبتاريخ 31 مارس 2024، استهدفت غارات جوية إسرائيلية خيمتين كانتا منصوبتين خارج مستشفى شهداء الأقصى الحكومي. 
في شهر مايو من عام 2024، أعلنت إدارة المستشفى الكويتي عن توقفه عن تقديم الخدمات جراء الهجمات التي شنتها قوات الاحتلال الإسرائيلي.  وفي السياق ذاته، استنكرت وزارة الصحة الفلسطينية في قطاع غزة إقدام إسرائيل على قتل اثنين من الكوادر الصحية العاملة بالمستشفى، ووصفت هذا العمل بأنه "جريمة بشعة".  وخلال الشهر ذاته، أسفرت ضربة جوية إسرائيلية عن إلحاق أضرار بالطوابق العليا للمستشفى الإندونيسي الميداني الواقع في مدينة رفح.  كما أفاد الصليب الأحمر بأن إحدى مرافقه تعرضت لأضرار بتاريخ 22 يونيو 2024 نتيجة لقصف وقع في محيطها القريب.  وفي شهر أكتوبر من عام 2024، أشارت تقارير إخبارية إلى أن إسرائيل استهدفت مستشفى اليمن السعيد في جباليا بعشرة صواريخ.  وخلال الشهر عينه، طالت غارة جوية إسرائيلية مسجدًا كان يأوي عددًا من النازحين، وذلك بالقرب من أكبر مستشفيات مدينة دير البلح. 

## في لبنان
في 10 نوفمبر قصف جيش الاحتلال الإسرائيلي مستشفى ميس الجبل مما أدى إلى إصابة طبيب. وأدانت وزارة الصحة اللبنانية الهجوم، قائلة إن "السلطات الإسرائيلية تتحمل المسؤولية الكاملة عن هذا العمل غير المبرر، والذي كان من شأنه أن يؤدي إلى نتائج كارثية"، ودعت إلى إجراء تحقيق. 
في 11 يناير شنت قوات الاحتلال الإسرائيلية غارات على بلدة حانين واستهدفت مركز طوارئ تابعًا للجنة الصحة الإسلامية. وأسفر الهجوم عن مقتل عاملين اثنين من فرق الإنقاذ وتدمير سيارة إسعاف. 

## في الضفة الغربية

### مستشفى جنين "د. خليل سليمان"
أطلقت قوات الاحتلال الإسرائيلي النار والغاز المسيل للدموع في 29 يناير 2024، مما ألحق أضرارًا بقسم الولادة في المستشفى. 
وبحسب روايات منظمة أطباء بلا حدود، فقد قُتل فتى يبلغ من العمر 17 عامًا برصاص قوات الاحتلال داخل مجمّع مستشفى خليل سليمان قرب مخيم جنين للاجئين.

### مستشفى ابن سينا
تنكرت قوات إسرائيلية بزيّ طاقم طبي ونساء مسلمات مدنيات، وأقدمت على قتل ثلاثة فلسطينيين داخل مستشفى في مدينة جنين بالضفة الغربية.  وقد وصفت الأمم المتحدة الحادث بأنه "إعدامات خارج نطاق القانون"، بينما قال المستشفى إن الرجال الثلاثة "اغتيلوا". وتقول إسرائيل إنهم كانوا ينتمون إلى "خلية إرهابية تابعة لحماس". ودعمت هيئة الإذاعة البريطانية الرواية الإسرائيلية.
وذكر المتحدث باسم المستشفى، توفيق الشوبكي، أنه لم يقع أي تبادل لإطلاق النار داخل المستشفى، بل جرت عملية اغتيال لأحد المرضى. وأضاف أن الرجال الثلاثة كانوا نائمين لحظة وقوع الهجوم. 

## عمال الإغاثة التابعين للأمم المتحدة وغيرهم من العاملين في المجال الطبي

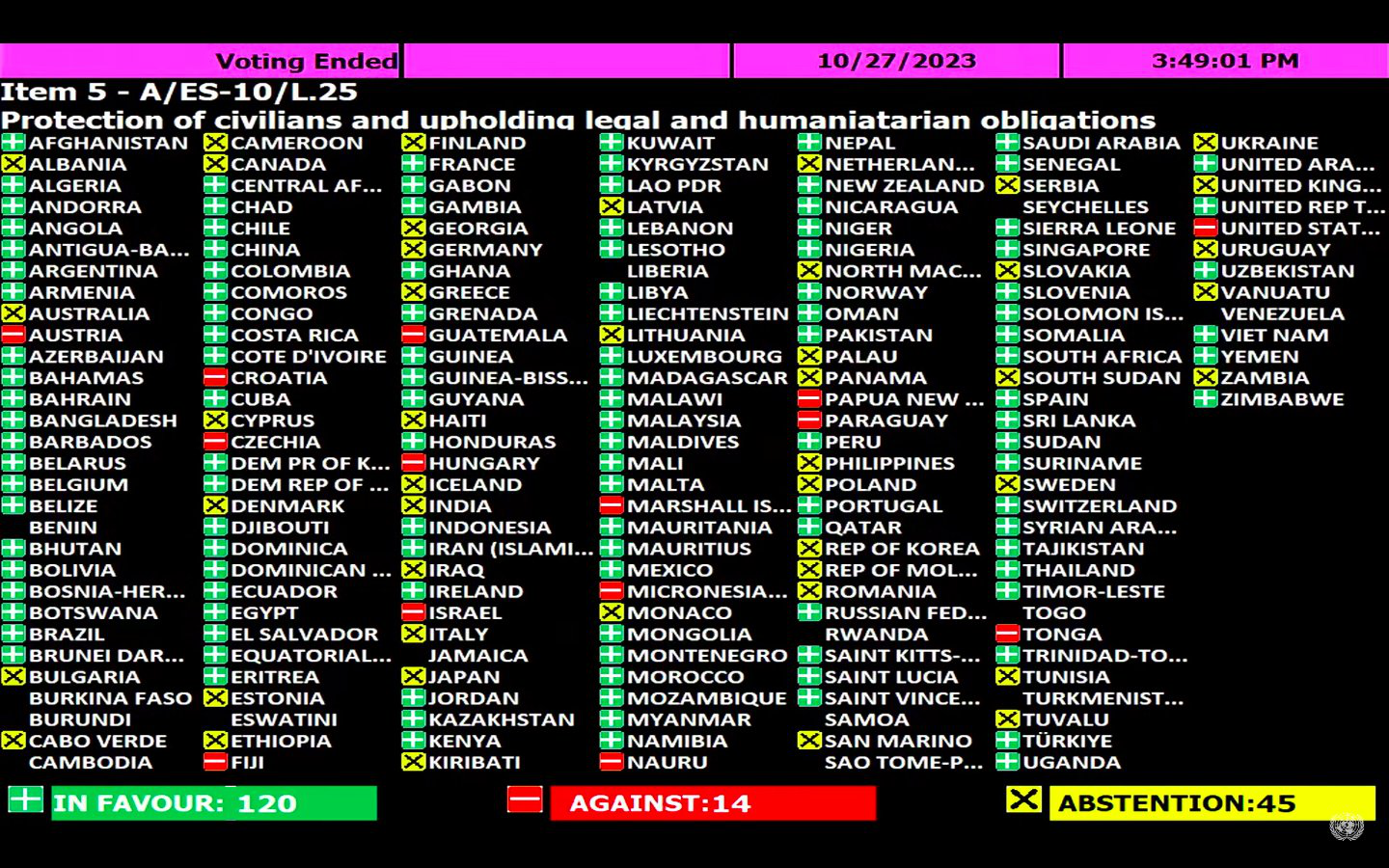
في 27 أكتوبر، أقرت الجمعية العامة للأمم المتحدة القرار ES-10/21 الذي دعى لهدنة إنسانية "فورية ومستدامة" ووقف الأعمال العدائية.

قُتل ما لا يقل عن 88 شخصًا يعملون لدى الأونروا، وكالة الأمم المتحدة لإغاثة اللاجئين الفلسطينيين، منذ 7 أكتوبر،  كما تكبد الطاقم الطبي خسائر فادحة في الصراع، حيث قُتل العديد من الأطباء جراء الغارات الجوية الإسرائيلية،  وهجمات الجيش الإسرائيلي. 
ووفقًا لتحديث صادر عن منظمة الصحة العالمية التابعة للأمم المتحدة، يُجري الأطباء في غزة عمليات جراحية دون استخدام التخدير أو غيرها من الموارد الجراحية الأساسية. ويشير التقرير إلى أن الوقود أصبح الآن السلعة الأكثر أهمية في المنطقة. وأعرب الدكتور ريك برينان، مدير الطوارئ لإقليم شرق المتوسط في وكالة الصحة التابعة للأمم المتحدة، عن الحاجة الماسة لعمليات إنسانية مستمرة وموسعة ومؤمَّنة. 

### وكالة الصحة التابعة للأمم المتحدة
أفادت منظمة الصحة العالمية بارتفاع كبير في حالات الإسهال في غزة، بنسبة 66 بالمئة بين الأطفال دون سن الخامسة، وارتفاع بنسبة 55 بالمئة بين بقية السكان؛ رغم أن هذه الأرقام قد لا تعكس بدقة الحجم الحقيقي للوضع بسبب نقص المعلومات وانهيار النظام الصحي في المنطقة. وقد أعرب الأطباء وعمال الإغاثة عن مخاوفهم بشأن احتمال تفشي الأوبئة في هذا الوضع الإنساني المتردي. فسكان قطاع غزة، الذين يعانون حاليًا من وطأة القصف الإسرائيلي، يواجهون الآن تفاقم الأمراض بسبب الأمطار الشتوية الغزيرة التي أغرقت مساكنهم المؤقتة. علاوة على ذلك، فهم يكابدون نقصًا حادًا في الغذاء ومياه الشرب الآمنة. 
وفي أحدث تقاريره حول الأوضاع في غزة، ذكر مكتب الأمم المتحدة لتنسيق الشؤون الإنسانية أن منظمة الصحة العالمية أبلغت عن حالات متنوعة من الأمراض مثل: التهاب السحايا، والجدري المائي، واليرقان، والتهابات الجهاز التنفسي العلوي. 

## تأثيرات
كان للهجمات على مرافق الرعاية الصحية عواقب وخيمة على السكان. حيث تواجه المستشفيات في غزة نقصًا حادًا في الإمدادات الطبية وسط الحصار الإسرائيلي الشامل. كما تعمل المستشفيات بواسطة مولدات خارجية – وهو نظام احتياطي أوشكت طاقته على النفاد خلال الساعات القليلة القادمة. وقد قطعت إسرائيل إمدادات المياه والكهرباء والوقود، مما أدى إلى تقطع السبل بـ 2.3 مليون شخص.  وشددت منظمة الصحة العالمية على الحاجة الملحة لإنهاء العنف وإنشاء ممر إنساني في قطاع غزة.
بسبب نقص الوقود، فإن المرافق الصحية في غزة غير قادرة على تشغيل المولدات لتقديم الرعاية الصحية المنقذة للحياة، كما يستحيل على سيارات الإسعاف العمل، ولا تستطيع محطات تحلية المياه العمل، وكذلك الحال بالنسبة لجمع النفايات، فضلًا عن مشاكل أخرى. 
ووفقًا لتقرير حديث صادر عن الأمم المتحدة، انخفض استهلاك المياه في غزة بنسبة 92% مقارنة بمستويات ما قبل النزاع. ويُعد هذا الانخفاض مقلقًا بالنظر إلى الوضع المزري أصلًا لإمدادات المياه في غزة، والذي كان كارثيًا منذ ما قبل 7 أكتوبر 2023. وقد تفاقم الوضع في 4 و5 نوفمبر 2023، عندما استُهدفت سبع محطات لتحلية المياه في جميع أنحاء قطاع غزة بشكل مباشر ولحقت بها أضرار جسيمة. وشملت البنية التحتية المتضررة ثلاثة خطوط أنابيب للصرف الصحي في مدينة غزة، وخزانين للمياه في مدينة غزة ورفح ومخيم جباليا للاجئين، بالإضافة إلى بئرين للمياه في رفح. ونظرًا لأن فصل الشتاء في غزة والأمطار الغزيرة ليست نادرة، فقد أصدرت بلدية غزة تحذيرًا بشأن الخطر الوشيك لفيضان مياه الصرف الصحي. 

## تفاعلات
اتهم مسؤولو الصحة والمنظمات الطبية في قطاع غزة إسرائيل بقصف سيارات الإسعاف والمرافق الصحية عمدا في القطاع. وقالت إن هذه الهجمات تعتبر انتهاكا للقوانين الدولية التي تدرج مثل هذه الهجمات في قائمة جرائم الحرب. وحثت القمة العربية الإسلامية المدعية العامة للمحكمة الجنائية الدولية على "إجراء تحقيق شامل في جرائم الحرب والجرائم ضد الإنسانية التي ترتكبها إسرائيل ضد الفلسطينيين". وقالت منظمة هيومن رايتس ووتش إن الهجوم على سيارة إسعاف بالقرب من مستشفى الشفاء يجب التحقيق فيه باعتباره جريمة حرب محتملة. وصرحت المقررة الخاصة للأمم المتحدة المعنية بالحق في الصحة، تلالينغ موفوكينغ: "إن المواقع المحمية بموجب القانون الدولي لحقوق الإنسان والقانون الإنساني الدولي قد تعرضت للقصف والهجوم". وقال الرئيس التركي رجب طيب أردوغان إن تركيا "شطبت" رئيس الوزراء الإسرائيلي بنيامين نتنياهو وستحيل انتهاكات إسرائيل لحقوق الإنسان وجرائم الحرب إلى المحكمة الجنائية الدولية.
وجدت لجنة التحقيق الدولية المستقلة المعنية بالأرض الفلسطينية المحتلة، بما فيها القدس الشرقية، وإسرائيل، أن تدمير إسرائيل لنظام الرعاية الصحية في غزة يشكل جرائم حرب وجريمة إبادة ضد الإنسانية.  وأكدت أديل خضر المديرة الإقليمية لليونيسف في الشرق الأوسط وشمال أفريقيا، أن حقوق الأطفال في الحياة والصحة تتعرض للانتهاك. وشددت على أن قوانين الحرب تقتضي حماية المستشفيات وتوفير الإمدادات الطبية المنقذة للحياة، وكلاهما مطلوب بشكل عاجل. فبالإضافة إلى المرافق الطبية المثقلة بالأعباء أصلًا في المناطق الوسطى والجنوبية من قطاع غزة، هناك الآن التحدي الإضافي المتمثل في توفير الرعاية الصحية لمئات الآلاف من الأشخاص الذين وصلوا مؤخرًا ويقيمون في مناطق مكتظة بالسكان. ومن الأهمية بمكان توفير الدعم والتعزيز اللازمين لهذه الخدمات القائمة من أجل مواجهة التحديات المتزايدة التي تواجهها بفعالية.
صرح أستاذ الهندسة الكندي في معهد الدوحة للدراسات العليا محمد المصري: "منذ أربعة أشهر ونصف، تسعى إسرائيل لجعل الحياة غير قابلة للعيش للفلسطينيين، وجزء من تلك العملية هو مهاجمة المستشفيات... وما تفعله إسرائيل هو جزء من خطة إسرائيل الكبرى. ولن يتوقفوا حتى يقوموا بتطهير غزة عرقياً." 
اتهم أطباء من الولايات المتحدة والمملكة المتحدة وفرنسا - شاركوا في بعثات إنسانية في غزة في الأشهر الأخيرة - قوات الاحتلال الإسرائيلية بالاستهداف الممنهج لمرافق الرعاية الصحية في غزة و"تفكيك نظام الرعاية الصحية بأكمله". وقال البروفيسور نيك ماينارد، الذي كان سابقًا مديرًا لخدمات السرطان في جامعة أكسفورد: "الأمر لا يتعلق فقط باستهداف المباني، بل بتدمير ممنهج للبنية التحتية للمستشفيات. تدمير خزانات الأكسجين في مستشفى الشفاء، وتدمير أجهزة الأشعة المقطعية عمداً، وجعل إعادة بناء تلك البنية التحتية أكثر صعوبة. وتساءل ماينارد: "لو كان الأمر مجرد استهداف لمقاتلي حماس، فلماذا يدمرون عمدًا البنية التحتية لهذه المؤسسات؟" وقال ماينارد إنه شهد القتل العشوائي لعدد لا يحصى من المدنيين الأبرياء، وأنه أجرى عمليات جراحية بشكل متواصل لمدة أسبوعين، وكانت على النساء أكثر بكثير مما كانت على الرجال. وتذكر رؤيته لحروق مروعة وبتر لأطراف أطفال، بما في ذلك فتاة تعرضت لحروق شديدة لدرجة أن عظام وجهها كانت ظاهرة: "كنا نعلم أنه لا توجد فرصة لبقائها على قيد الحياة، ولكن لم يكن هناك مورفين لإعطائها إياه. لذا، لم يكن موتها حتميًا فحسب، بل كانت ستموت في عذاب أليم." وفي الواقع، أضاف ماينارد، أن الفتاة ماتت وهي ملقاة على أرضية المستشفى، حيث لم يكن هناك حتى سرير متاح لها. وفي مايو 2024، أدانت أكثر من 30 دولة هجمات إسرائيل على النظام الصحي في غزة.